# Wehrwissenschaftliches Institut für Schutztechnologien – ABC-Schutz
Das Wehrwissenschaftliche Institut für Schutztechnologien – ABC-Schutz (WIS), vormals Wehrwissenschaftliche Dienststelle der Bundeswehr für ABC-Schutz, davor Erprobungsstelle 53 der Bundeswehr, hat seinen Sitz in Munster in Niedersachsen. Das WIS ist neben dem Wehrwissenschaftlichen Institut für Werk- und Betriebsstoffe (WIWeB) in Erding b. München und der wissenschaftlichen Komponente der Wehrtechnischen Dienststelle für Schiffe und Marinewaffen, Maritime Technologie und Forschung (WTD 71) eine von drei Ressortforschungseinrichtungen im Ausrüstungsbereich des Bundesministeriums der Verteidigung. Es gehört zum Organisationsbereich Ausrüstung, Informationstechnik und Nutzung der Bundeswehr (AIN). Das Institut ist die einzige größere Einrichtung Deutschlands, die sich mit dem Schutz (von Menschen, Materialien, Geräten und Systemen) vor atomaren, biologischen oder chemischen Massenvernichtungswaffen befasst.
Das Ziel der Tätigkeit des WIS ist: „der wirkungsvolle Schutz der deutschen Streitkräfte vor atomaren, biologischen oder chemischen Gefährdungen durch die Bereitstellung moderner Schutztechnologien einschließlich der Bewertung ihrer Leistungsgrenzen.“ Der ABC-Schutz der Bevölkerung ist nicht Aufgabe des WIS, auch wenn im Rahmen des weltweiten Kampfes gegen den Terrorismus die Kontakte mit den Einrichtungen der Zivilverteidigung immer enger werden.

## Geschichte
1916, mit dem Beginn des Einsatzes chemischer Waffen im Ersten Weltkrieg, wurde in Munster auf 6500 Hektar erstmals eine Erprobungs- und Produktionsstätte für Gasmunition eingerichtet („Gasplatz Breloh“), in der etwa 6000 Menschen tätig waren. Etwa ein Viertel des Giftgasbedarfs sowohl der deutschen als auch verbündeter Armeen wurde dort produziert.
Nach Kriegsende war vorgesehen, noch vorhandene Kampfstoffe und -munition im Meer zu versenken. Im Oktober 1919 explodierte jedoch auf dem Gelände ein beladener Güterzug. Die umherfliegende Kampfstoffmunition zerstörte die Anlage und erhebliche Giftmengen verseuchten das Gelände. Bis 1925 wurde das Gebiet nur oberflächlich geräumt.
Im Dritten Reich wurden ab 1935 das Gelände auf 10000 Hektar erweitert, neue Produktions- und Versuchsanlagen für chemische Kampfstoffe gebaut und die Heeresversuchsstelle Munster-Nord des Heereswaffenamtes eingerichtet. Die Wehrmacht erprobte dort neue Kampfstoffe.
Nach dem Zweiten Weltkrieg wurden die Anlagen unter der britischen Besatzung demontiert und die meisten Gebäude gesprengt. Bis heute erhalten ist davon jedoch das sogenannte Rote Gebiet, auf dem sich auch heute noch Kampfstoffaltlasten befinden.
Am 1. Februar 1958 wurde auf einem Teil des Gebietes die Erprobungsstelle der Bundeswehr für ABC-Schutz Munster/Lager errichtet. 1962 wurde sie umbenannt in Erprobungsstelle 53 der Bundeswehr und dem Bundesamt für Wehrtechnik und Beschaffung (BWB) unterstellt. Ihre Aufgaben waren nach eigenen Angaben zunächst Erprobungen und Güteprüfungen, später verschob sich der Schwerpunkt zu anwendungsbezogenen Grundlagenuntersuchungen. Am 1. Juni 1975 wurde daher die Einrichtung erneut umbenannt in Wehrwissenschaftliche Dienststelle der Bundeswehr für ABC-Schutz.
1995 erfolgte eine Neugliederung und Erweiterung des Zuständigkeitsbereiches, Aufgaben aus dem Bundesministerium der Verteidigung und dem Bundesamt für Wehrtechnik und Beschaffung wurden zu den Wehrtechnischen und Wehrwissenschaftlichen Dienststellen verlagert. Entsprechend erfolgte eine weitere Umbenennung zur bis heute aktuellen Bezeichnung.
Im WIS arbeiten heute etwa 210 zivile Beschäftigte. Kampfstoffe wurden dort angeblich nie produziert, wenngleich für Forschung und Entwicklung natürlich auch mit "echten" Kampfstoffen gearbeitet werden muss. Behauptet wird, dass die ehemalige Erprobungsstelle Ende der 1960er/Anfang der 1970er Jahre von der „Chemischen Fabrik Stoltzenberg“ sich beispielsweise Stickstofflost hat liefern lassen.
Fast sämtliche Tätigkeiten des WIS sind offen; nur in den Fällen, wo dies aus Gründen des Staatswohls erforderlich ist, sind Arbeitsergebnisse als Verschlusssachen eingestuft.

## Heutige Struktur und Aufgabenbereiche
Der Leiter des WIS hat die Amtsbezeichnung „Direktor und Professor“. Seit 1. Februar 2021 ist Dr.-Ing. Frank Sabath Leiter des WIS. Das WIS gliedert sich in eine Stabsstelle, drei operative Geschäftsbereiche, einen technisch-betrieblichen und einen wirtschaftlich-administrativen Servicebereich.
Das WIS verfügt über zahlreiche biologische, chemische und physikalische Laboratorien, Technikumseinrichtungen und Großversuchsanlagen mit modernster Ausstattung. Das Institut ist nach DIN EN ISO/IEC 17025 von der Deutschen Akkreditierungsstelle in zurzeit 26 Prüfbereichen akkreditiert. Mit seinem chemischen Labor ist das WIS ist eines von weltweit 22 anerkannten Prüflaboratorien der Organisation für das Verbot chemischer Waffen (OPCW), die die Einhaltung der Chemiewaffenkonvention überwacht. Das biologische Labor ist ein Labor der Sicherheitsstufe 3, das heißt, dort darf auch mit einigen echten biologischen Kampfstoffen umgegangen werden.
Die drei operativen Geschäftsbereiche sind:
- Detektion,
- Kernwaffenwirkung, HPEM, Brandschutz,
- ABC-Schutzausrüstung, Dekontamination, Wasseraufbereitung.

Unterstützend wird das WIS tätig bei allen Fragen zu Umweltschutz, Strahlenschutz und Arbeitssicherheit in der Bundeswehr.
Das Spektrum der Untersuchungen umfasst zum Beispiel:
- analytische Nachweise von Kampfstoffen,
- Rückhalteeigenschaften von Schutzfiltern in Fahrzeugen und Gebäuden,
- das Verhalten kompletter Waffensysteme gegenüber Wirkungskomponenten von Atomwaffen.

Dabei wird nach eigenen Angaben mit Partnern, also anderen deutschen Einrichtungen, in- und ausländischen Wehrtechnikfirmen, sowie anderen Staaten (beispielsweise über die Deutsche Verbindungsstelle des Rüstungsbereiches USA/Kanada (DtVStRü USA/Ka) in Reston, Virginia), zusammengearbeitet. Auch Arbeiten für externe Auftraggeber werden durchgeführt.
Die Ressorts der Bundesregierung führen den in Bereichen, wo anerkannter Bedarf nicht durch Kauf geschlossen werden kann, eigene Forschungsaktivitäten durch; deswegen ist das WIS auch Mitglied in der Arbeitsgemeinschaft der Ressortforschungseinrichtungen. Ein entsprechender Anteil der dem WIS zur Verfügung stehenden Budgetmittel wird für Forschung ausgegeben.
Die interdisziplinären bzw. Forschungsprojekte, in denen das WIS tätig ist, umfassen nach eigenen Angaben beispielsweise:
- „Kombiniertes Luft- und Bodenspürsystem für LLR-Aufgaben“,
- „Aufbau der Zentralen Unterstützungsgruppe des Bundes für gravierende Fälle der nuklearen Nachsorge (ZUB)“
- „Erkennung von B-Kampfstoffwolken durch das UV-APS (UltraViolet Aerodynamic Particle Sizer)“,
- „High-Power-Microwave-Simulator“,
- „Verwendung von reaktiven nano-Partikeln zur Dekontamination“,
- „Mikroemulsionen als stabile Grundlagen von Dekontaminationsmitteln“.

Technische Projekte umfassen u. a. Entwicklung und Erprobung
- des „TEP 90“ (Dieses Kürzel steht für „Truppenentstrahlungs-, -entseuchungs, -entgiftungs-Platz90“; des größten Projektes der ABC-Abwehrtruppe),
- der ABC-Schutzmaske 2000,
- des teilweise permeablen ABC-Schutzhandschuhs für den Infanteristen der Zukunft (IdZ),
- des neuen ABC-Ponchos,
- der neuen Dekontaminationseinrichtungen für leichte, luftverlegbare Kräfte.

## Evaluationen durch den Wissenschaftsrat
In der ersten Jahreshälfte 2006 wurde das WIS auf Bitte des Bundesministeriums für Bildung und Forschung (BMBF) vom Wissenschaftsrat, dem wichtigsten wissenschaftspolitischen Beratungsgremium in Deutschland, eingehend begutachtet. In seiner Stellungnahme lobt der Wissenschaftsrat die wissenschaftliche Qualifikation und Arbeitsweise des WIS. Der Wissenschaftsrat hebt aber auch hervor, dass der derzeitige Umfang der Forschung am WIS nicht ausreiche, und empfiehlt die Schaffung von Freiräumen für innovative Forschungsprojekte, eine bessere Vernetzung mit ziviler Forschung, eine höhere wissenschaftliche Sichtbarkeit durch Teilnahme an Fachtagungen und Publikationen in anerkannten Fachzeitschriften sowie die Einwerbung von Forschungsdrittmitteln. Weiter wurde die Einrichtung eines wissenschaftlichen Beirates angeregt; diese Anregung ist inzwischen umgesetzt.
In der ersten Jahreshälfte 2017 wurde das WIS erneut durch den Wissenschaftsrat begutachtet. Der Wissenschaftsrat kommt abermals zu der Einschätzung, dass der Anteil der Forschung erhöht werden sollte. Außerdem seien nicht alle Empfehlungen der vorigen Evaluation umgesetzt worden, was sich zum Teil auf ungünstige Rahmenbedingungen zurückführen lasse. Der Wissenschaftsrat hebt aber auch die exzellente technische Ausstattung des WIS sowie die sehr hohe Qualifikation und Kompetenz der Beschäftigten hervor. Die Empfehlung zur Einrichtung einer Stelle für einen Forschungskoordinator bzw. eine Forschungskoordinatorin zur Stärkung der Drittmittelforschung wurde bereits umgesetzt.